# Neurigona xizangensis
Neurigona xizangensis är en tvåvingeart som beskrevs av Yang 1999. Neurigona xizangensis ingår i släktet Neurigona och familjen styltflugor. Inga underarter finns listade i Catalogue of Life.